# Karl Corneliusson
Björn Karl Håkan Corneliusson (Göteborg, 17 novembre 1976) è un ex calciatore svedese, di ruolo difensore.

## Carriera

### Club
Ha giocato per la maggior parte della carriera nella prima divisione svedese; ha inoltre trascorso un biennio (dal 2003 al 2005) in Italia, Paese nel quale ha giocato in Serie B per un biennio con le maglie di Salernitana e Napoli.

### Nazionale
Ha partecipato agli Europei Under-21 del 1998; tra il 2000 ed il 2001 ha totalizzato invece 9 presenze ed una rete con la nazionale maggiore svedese.

## Statistiche

### Cronologia presenze e reti in nazionale
| Cronologia completa delle presenze e delle reti in nazionale ― Svezia | Cronologia completa delle presenze e delle reti in nazionale ― Svezia | Cronologia completa delle presenze e delle reti in nazionale ― Svezia | Cronologia completa delle presenze e delle reti in nazionale ― Svezia | Cronologia completa delle presenze e delle reti in nazionale ― Svezia | Cronologia completa delle presenze e delle reti in nazionale ― Svezia | Cronologia completa delle presenze e delle reti in nazionale ― Svezia | Cronologia completa delle presenze e delle reti in nazionale ― Svezia |
| Data                                                                  | Città                                                                 | In casa                                                               | Risultato                                                             | Ospiti                                                                | Competizione                                                          | Reti                                                                  | Note                                                                  |
| --------------------------------------------------------------------- | --------------------------------------------------------------------- | --------------------------------------------------------------------- | --------------------------------------------------------------------- | --------------------------------------------------------------------- | --------------------------------------------------------------------- | --------------------------------------------------------------------- | --------------------------------------------------------------------- |
| 4-2-2000                                                              | La Manga del Mar Menor                                                | Norvegia                                                              | 1 – 1                                                                 | Svezia                                                                | Amichevole                                                            | -                                                                     |                                                                       |
| 7-10-2000                                                             | Göteborg                                                              | Svezia                                                                | 1 – 1                                                                 | Turchia                                                               | Qual. Mondiali 2002                                                   | -                                                                     |                                                                       |
| 10-2-2001                                                             | Bangkok                                                               | Thailandia                                                            | 1 – 4                                                                 | Svezia                                                                | King's Cup 2001 - 1º turno                                            | -                                                                     |                                                                       |
| 12-2-2001                                                             | Bangkok                                                               | Cina                                                                  | 2 – 2                                                                 | Svezia                                                                | King's Cup 2001 - 1º turno                                            | -                                                                     |                                                                       |
| 17-2-2001                                                             | Bangkok                                                               | Cina                                                                  | 0 – 3                                                                 | Svezia                                                                | King's Cup 2001 - Finale                                              | -                                                                     |                                                                       |
| 28-2-2001                                                             | Ta' Qali                                                              | Malta                                                                 | 0 – 3                                                                 | Svezia                                                                | Amichevole                                                            | 1                                                                     |                                                                       |
| 24-3-2001                                                             | Göteborg                                                              | Svezia                                                                | 1 – 0                                                                 | Macedonia                                                             | Qual. Mondiali 2002                                                   | -                                                                     |                                                                       |
| 28-3-2001                                                             | Chișinău                                                              | Moldavia                                                              | 0 – 2                                                                 | Svezia                                                                | Qual. Mondiali 2002                                                   | -                                                                     |                                                                       |
| 25-4-2001                                                             | Ginevra                                                               | Svizzera                                                              | 0 – 2                                                                 | Svezia                                                                | Amichevole                                                            | -                                                                     |                                                                       |
| Totale                                                                |                                                                       | Presenze                                                              | 9                                                                     |                                                                       | Reti                                                                  | 1                                                                     |                                                                       |